# Batkhuyagiin Möngöntuul
Batkhuyagiin Möngöntuul est une joueuse d'échecs mongole née le 8 octobre 1987 à Oulan-Bator, maître international depuis 2010.
Au 1er mai 2024, elle est la numéro un parmi les joueuses mongoles et la 71e joueuse  mondiale avec un classement Elo de 2 381 points.

## Biographie et carrière
Maître international depuis 2010, Batkhuyagiin Möngöntuul participa aux grand prix FIDE féminins de 2009-2010 (treizième au classement général sur vingt joueuses) et 2011-2012 (douzième sur vingt-deux joueuses). Elle participa au championnat du monde d'échecs féminin en 2008 (éliminée au deuxième tour par Hou Yifan) et 2010 (battue au premier tour Yelena Dembo).
En 2019, elle participe au  tournoi Grand Suisse FIDE mixte et marque 5 points sur 11.
En 2023, elle finit quatrième du tournoi Grand Suisse FIDE féminin. Lors de la Coupe du monde d'échecs féminine 2023 elle battit la Chinoise Yuan Yue au premier tour puis perdit face à la Géorgienne Lela Javakhichvili au deuxième tour.
Elle représenta la Mongolie lors de huit olympiades féminines : au deuxième échiquier (c'est-à-dire en deuxième position) de l'équipe de Mongolie en 2000 (à treize ans) et 2002, puis au premier échiquier de 2004 à 2014. Elle est classée quatrième meilleure joueuse de l'olympiade au premier échiquier en 2012 et 2014.